# Hanns König
Johann Karl Aron "Hanns" König, född 8 augusti 1904 i Nürnberg, död 5 februari 1939 i Nürnberg, var en tysk nazistisk politiker och Oberführer i Sturmabteilung (SA).

## Biografi
König var ursprungligen köpman. År 1923 blev han medlem i Nationalsocialistiska tyska arbetarepartiet (NSDAP) och Wehrverband Reichsflagge. Efter NSDAP:s nygrundande 1925 blev han ånyo medlem i partiet samt i Sturmabteilung (SA). Mellan 1928 och 1930 var König chaufför åt Julius Streicher, Gauleiter i Franken. Han var tillika dennes adjutant.
Den 30 januari 1933 utnämndes Adolf Hitler till tysk rikskansler. I april samma år utsågs König till stadsråd i Nürnberg och två år senare blev han rådsherre. Från november 1933 till sin död var König ledamot av Tyska riksdagen för valkrets 26 – Franken.
I slutet av 1930-talet riktades anklagelser om korruption mot Streicher och Hermann Göring tillsatte en undersökningskommission. Innan kommissionen inledde sitt arbete i Nürnberg, begick König självmord.